# Villeneuve, Thung lũng Aosta
Villeneuve là một đô thị ở Thung lũng Aosta, nước Ý. Đô thị này có diện tích 8 km², dân số năm 2001 là 1082 người.
Đô thị này có làng trực thuộc: La Crête, Vereytaz, Trepont, Cumiod, Montovert, Champrotard, Champagne, Chavonne, Balmet, La Cloutra, Saint Roch, Champagnole, La Cote, Champleval, Saburey, Bertola, Peranche, Bruillen, Champlong Dessus, Champlong Martignon, Champlong Rosaire, Champlong Vaillon, Croix Blanche.
Đô thị này giáp các đô thị sau: Arvier, Aymavilles, Introd, Saint-Nicolas, Saint-Pierre, Valsavarenche.

## Biến động dân số
| Allein • Antey-Saint-André • Aoste • Arnad • Arvier • Avise • Ayas • Aymavilles • Bard • Bionaz • Brissogne • Brusson • Challand-Saint-Anselme • Challand-Saint-Victor • Chambave • Chamois • Champdepraz • Champorcher • Charvensod • Châtilon • Cogne • Courmayeur • Donnas • Doues • Emarèse • Etroubles • Fontainemore • Fénis • Gaby • Gignod • Gressan • Gressoney-La-Trinité • Gressoney-Saint-Jean • Hône • Introd • Issime • Issogne • Jovençan • La Magdeleine • La Salle • La Thuile • Lillianes • Montjovet • Morgex • Nus • Ollomont • Oyace • Perloz • Pollein • Pont-Saint-Martin • Pontboset • Pontey • Pré-Saint-Didier • Quart • Rhêmes-Notre-Dame • Rhêmes-Saint-Georges • Roisan • Saint-Christophe • Saint-Denis • Saint-Marcel • Saint-Nicolas • Saint-Oyen • Saint-Pierre • Saint-Rhémy-en-Bosses • Saint-Vincent • Sarre • Torgnon • Valgrisenche • Valpelline • Valsavarenche • Valtournenche • Verrayes • Verres • Villeneuve |